# St. Gangolf (Schlierstadt)

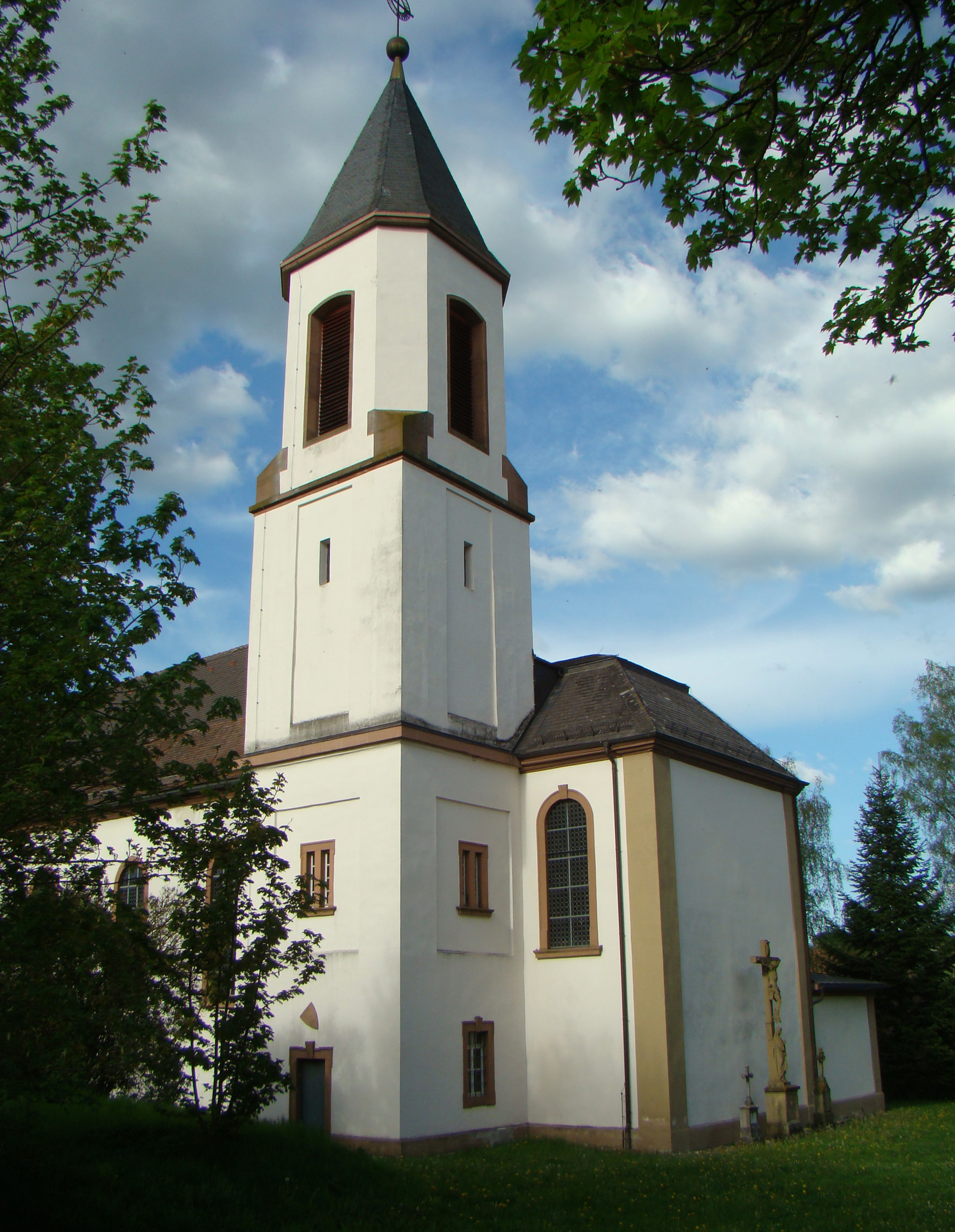
St. Gangolf in Schlierstadt

Die katholische Pfarrkirche St. Gangolf in Schlierstadt, einem Ortsteil von Osterburken, ist ein historisches Kirchengebäude, im Kern aus dem 18. Jahrhundert. Eine Kirche an jener Stelle ist bereits aus der Zeit um 1100 belegt.

## Geschichte
Die älteste Kirche in Schlierstadt befand sich möglicherweise im Oberländle, wo einst das für Schlierstadt (=„Stätte am Sumpf“) namengebende Feuchtgebiet war und wo man 1958 hölzerne Gebäudereste vorgefunden hat. Als man von hölzernen zu steinernen Kirchenbauten überging, hat man festeren Grund als das Feuchtgebiet benötigt und dafür den heutigen Standort der Kirche gefunden. Wie die erste Kirche an der heutigen Stelle aussah und wann sie errichtet wurde, ist unbekannt.
Erstmals erwähnt wurde eine Kirche in Schlierstadt zwischen den Jahren 1088 und 1104. Die dem heiligen Gangolf geweihte Kirche ist die älteste Kirche des Landkapitels Buchen und stand in enger Verbindung mit dem Kloster Amorbach und dem im hohen Mittelalter in Schlierstadt gegründeten Kloster Seligental, das 1254 das Patronatsrecht über die Kirche besaß. Im Jahr 1484 wurde die heute noch erhaltene Christusglocke bei Bernhard Lachaman in Heilbronn gegossen. Zur Zeit der Reformation blieb der Ort aufgrund der Zugehörigkeit zum Kloster katholisch. Als das Kloster 1568 aufgehoben wurde, kam der Klosterbesitz an die Mainzer Hofkammer. Nach dem Dreißigjährigen Krieg kam die Kirche zeitweilig zum Kapitel Taubergrund der Erzdiözese Mainz, 1786 dann jedoch wieder zurück zum Landkapitel Buchen und zur Erzdiözese Freiburg.
Über die frühe Baugeschichte der Kirche ist wenig bekannt. Ihr Chorturm wurde 1589 durch Blitzschlag zerstört. Die Kirche hat sicher auch im Dreißigjährigen Krieg gelitten, nach dem nur noch drei Häuser in Schlierstadt gestanden haben sollen. Besser dokumentiert ist die Geschichte der Kirche erst ab einem Neubau in der Mitte des 18. Jahrhunderts, zu dem man sich entschloss, nachdem bei einem Sturm im Jahr 1751 der Turm der Kirche eingestürzt war und das Langhaus dabei schwer beschädigt hatte. Die Baukosten des 1765/66 ausgeführten Neubaus hatten die Zehntherren zu tragen. Die Baulast für Chor, Sakristei und Turm lag jeweils zur Hälfte bei der Standesherrschaft, den Fürsten von Leiningen, und der Grundherrschaft, den Herren Rüdt von Collenberg. Für das Pfarrhaus hatten alleine die Fürsten von Leiningen aufzukommen. Da sich eine der Parteien weigerte, ihren Teil zum Kirchenbau beizutragen, blieb die Kirche für längere Zeit ohne Chor und Turm, ihr Dach trug nur einen Dachreiter. 1770 hat man den Altar (unter Verwendung älterer barocker Teile um 1710) erneuert.
1845 wurden die bestehenden Baulasten durch einen Vergleich abgelöst. Standes- und Grundherren zahlten insgesamt 4987,40 Mark, dafür hatte die Pfarrgemeinde künftig alle Baulasten zu tragen. Von 1884 an hat man die Kirche um einen Chor vergrößert. Dabei hat man auch einige alte Grabplatten des Klosters Seligental aus dem 15. und 16. Jahrhundert in die Kirche gebracht und dort vermauert. Ursprünglich wollte man auch noch einen Turm anfügen, aber die Geldmittel der Gemeinde waren wegen größerer Reparaturen am Pfarrhaus aufgebraucht, so dass man den Turm vorerst unvollendet ließ. 1914 hatte man neue Pläne zur Fertigstellung des Turms, die jedoch wegen des Ersten Weltkriegs nicht mehr begonnen wurden. Danach wurden die gesparten Finanzmittel durch die Inflation vernichtet. 1921 bis 1923 fand mit von Pfarrer Dr. Arnold bei amerikanischen Spendern eingeworbenem Geld eine erste umfangreiche Sanierung des Langhauses statt. Zu jener Zeit wurde auch der alte Friedhof bei der Kirche aufgegeben und wurden zwei Ersatzglocken für eine im Ersten Weltkrieg abgelieferte alte Glocke beschafft. Das Spendengeld aus Amerika hätte auch noch für die Fertigstellung des Turmes reichen sollen, aber der Pfarrer hatte schlechte Finanzberater und der Turm blieb weiterhin unvollendet.
Im Januar 1941 erhielt die Kirche zwei neue Glasfenster mit Heiligendarstellungen und den Namen von Gefallenen, im Verlauf des Jahres wurden zwei weitere Fenster gestiftet.
Im Zweiten Weltkrieg mussten die zwei nach dem Ersten Weltkrieg neu beschafften Glocken wieder abgeliefert werden. Die alte Christusglocke verblieb im inzwischen maroden Dachreiter. Erst im Jahr 1953 konnte der Turm der Kirche fertiggestellt werden. Entgegen den alten Planungen, die noch ein Zwiebeldach vorsahen, entschloss man sich aus Kostengründen für eine schlichte Turmspitze. Der neue Kirchturm nahm dann die renovierte Christusglocke sowie drei 1957 bei Schilling in Heidelberg gegossene neue Glocken auf.
Nachdem es dem Ortspfarrer gelungen war, Reliquien der Heiligen Wendelin und Gangolf für die Kirchen in Amorbach und Schlierstadt zu erhalten, begann man 1955 mit der Durchführung von jährlichen Gangolfsritten, d. h. Reiterprozessionen am Gangolfstag.
Umfangreiche Sanierungen schlossen sich 1963 bis 1968 an. Dabei stieß man im auf zahlreiche alte Gebeine des einstigen Friedhofs, der wohl schon bei den Umbauten des 19. Jahrhunderts teilweise mit der Chorempore überbaut worden war. Der Sanierung fielen die historischen Kirchenfenster, auch die 1941 erst neu gestifteten, zum Opfer. Weiterhin ging dabei auch ein historisches Deckengemälde verloren, da man die komplette Decke wegen Fäulnisschäden im Gebälk abgeschlagen hat. Ein über dem Kircheneingang angebrachtes Mosaikbild mit dem Kirchenpatron St. Gangolf hat man abgenommen und am Tannenwäldle oberhalb des Ortes neu aufgestellt. Während der Renovierung ereignete sich ein tragisches Unglück, als der frühere Ortspfarrer, Ehrendekan und Ehrenbürger von Schlierstadt und Rosenberg, Georg Götzinger (1884–1966), auf dem Weg zur Kirche mit einem Motorradfahrer kollidierte und dabei einen tödlichen Schädelbasisbruch erlitt.
1976 wurde das Gehäuse der Barock-Orgel erworben, restauriert und mit einem neuen Orgelwerk in der Kirche eingebaut.
Die letzte umfangreiche Sanierung der Kirche fand von 2011 bis 2013 statt. Die Sanierung wurde größtenteils in Eigeninitiative der Gemeinde und mit Spendengeldern bestritten. Als Patin für die Spendenkampagne konnte Silvia Neid gewonnen werden, die in Schlierstadt aufgewachsen ist. Bei den Sanierungsarbeiten fand man ein in der Wand der Sakristei vermauertes Fragment eines Grabmals von 1590. Bei der Sanierung wurde außerdem ein altes Gemälde des Kirchenpatrons St. Gangolf aus der Zeit um 1860/70 im Glockenturm aufgefunden. Das Gemälde soll restauriert werden und künftig wieder einen Platz in der Kirche finden. Die historischen Grabplatten aus Seligental hat man unterdessen wieder zurück aufs frühere Klostergelände gebracht, das seit den 1990er Jahren teilweise im Besitz der Gemeinde ist. Die Kirchenrenovierung fand mit der feierlichen Einweihung am 12. Mai 2013 ihren Abschluss.

## Beschreibung

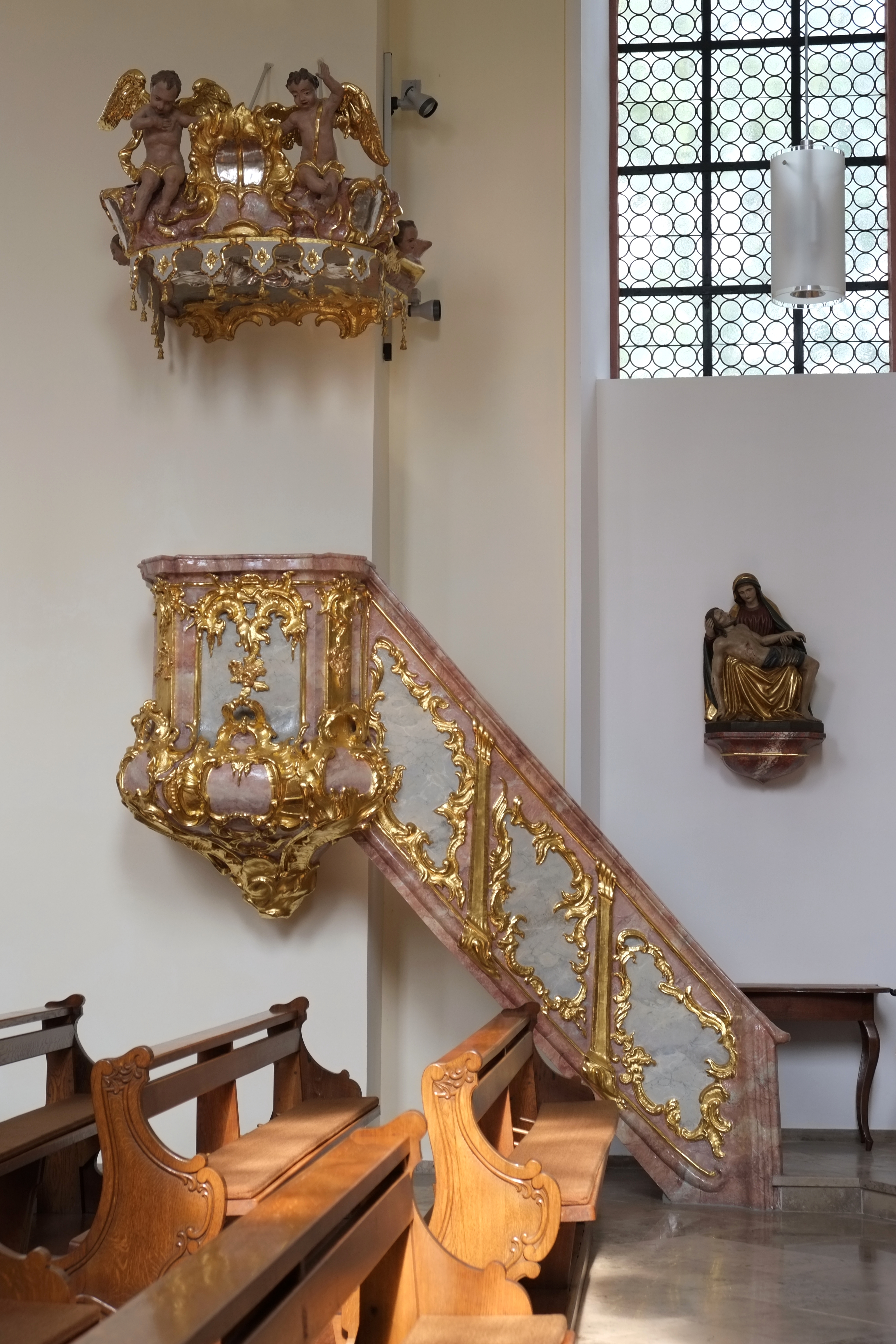

### Architektur
Das Sandsteinportal der Kirche wird von einem Dreieckgiebel bekrönt. Über der Tür zum Turm ist ein altes Wappen der Rüdt von Collenberg vermauert. Es stammt vermutlich aus dem Kloster Seligental.

### Ausstattung
Der Altar und möglicherweise auch das Kruzifix sollen ursprünglich aus dem Kloster Schöntal stammen.
Die Kirche hat ein vierstimmiges Geläut. Die alte Christusglocke von 1484 wiegt etwa 400 kg und wurde bei Lachaman in Heilbronn gegossen. Die anderen drei Glocken sind die Pieta-Glocke mit einem Gewicht von 1400 kg, die Gangolf-Glocke mit einem Gewicht von 900 kg und die St.-Konrad-Glocke mit einem Gewicht von 560 kg. Sie wurden 1957 bei Schilling in Heidelberg gegossen und am 1. September 1957 geweiht.
Außen an der Kirche befindet sich ein altes Grabmal aus dem 16. Jahrhundert für den Pleband Konrad Ort von Hardheim, vom alten Friedhof sind außerdem noch Grabmale der Pfarrer Josef Herderer († 1877) und Josef Weber († 1895) erhalten.